# Sepp Gußmann
Sepp Gußmann (* 23. August 1927 in Berlin; † 10. März 2015 in Darmstadt; eigentlich Horst Gußmann) war ein deutscher Musiker, Kapellmeister und Komponist.

## Leben
Horst Gußmann wurde 1927 in Berlin geboren, seine Familie zog aber bald danach nach Darmstadt. Dort war er Schulkamerad von Günter Strack. Bereits als Schüler fiel sein musikalisches Talent auf.
Beim Darmstädter Heinerfest war er von Beginn an mit dabei (1951) und trat mit seinem gerade gegründeten Darmstädter Tanzorchester auf. Später baute er es aus zur Original Bayerischen Trachtenkapelle. Er tingelte damit durch die Lokale in der Rhein-Main-Region, wie beispielsweise dem Frankfurter Bahnhofsviertel oder Mainz. Das Repertoire der Musikrichtungen reichte vom Big-Band-Sound über Tanzmusik und Schlager bis zu Zirkusmärschen, denn ab den 1960er Jahren an war eine Truppe unter Gußmanns Leitung mit Sarrasani und Circus Krone unterwegs.
Bis 2007 sorgte Sepp Gußmann über vier Jahrzehnte lang mit seiner Kapelle auf dem Dürkheimer Wurstmarkt für Stimmung. Als „Ehrenkapellmeister des Dürkheimer Wurstmarktes“ wurde der damals 80-Jährige in den selbst gewählten „Wurstmarktruhestand“ verabschiedet.
Zu seinen bekanntesten Liedern zählt Rucki Zucki, das er auf die Melodie von Good Night Ladies komponierte und das durch die Fernsehfastnachtssitzung Mainz bleibt Mainz, wie es singt und lacht mit Interpret Ernst Neger bekannt wurde.
Gußmann wurde auf dem Alten Friedhof in Darmstadt bestattet.